# Гай Петроній (консул 25 року)
Гай Петроній (лат. Gaius Petronius; 18 до н. е. — після 29 року) — політичний діяч ранньої Римської імперії, консул-суффект 25 року.
Походив з роду Петроніїв, хоча не мав когномена. Був сином Публія Петронія Турпіліана, магистра монетного двору, онуком Гая / Публія Петронія, префекта Єгипту 25—21 років до н. е. Його старший брат Публій Петроній, консул-суффект 19 року.
Гай Петроній у 25 році став консулом-суффектом і в серпні того року замістив на посаді ординарного консула Марка Азінія Агріппу, продовжуючи виконувати до кінця року консульські обв'язки разом з Коссом Корнелієм Лентулом.
Петроній є батьком Петронії (дружини Галеона Тетієна) та ймовірно всиновив Гая Петронія Понтія Нігріна, консула 37 року.